# Заразно зло (филмова поредица)
 Тази статия е за филмовата поредица.  За филма от 2002 г. вижте Заразно зло.  За играта вижте Resident Evil (игра).
„Заразно зло“ (на английски: Resident Evil) е поредица научнофантастични екшън филми, базирани на поредицата игри „Resident Evil“ на Capcom.
Правата за създаване на първия филм са закупени от Constantin Film през януари 1997 г. През 2001 г. Sony придобива правата за разпространение на филма и наема Пол Уилям Скот Андерсън за сценарист и режисьор. Главната роля се изпълнява от Мила Йовович.

## Филми
| Премиера             | Филм                              | Режисьор                | Бюджет (млн. USD) | Приходи (млн. USD) |
| -------------------- | --------------------------------- | ----------------------- | ----------------- | ------------------ |
| 12 март 2002 г.      | „Заразно зло“                     | Пол Уилям Скот Андерсън | 33                | 102                |
| 10 септември 2004 г. | „Заразно зло: Апокалипсис“        | Александър Уит          | 45                | 129                |
| 20 септември 2007 г. | „Заразно зло: Изтребване“         | Ръсел Мълкахи           | 45                | 148                |
| 2 септември 2010 г.  | „Заразно зло: Живот след смъртта“ | Пол Уилям Скот Андерсън | 60                | 296                |
| 3 септември 2012 г.  | „Заразно зло: Възмездие“          | Пол Уилям Скот Андерсън | 65                | 240                |
| 27 януари 2017 г.    | „Заразно зло: Финалът“            | Пол Уилям Скот Андерсън | 40                | 312,2              |
| 19 ноември 2021 г.   | „Заразно зло: Началото“           | Йоханес Робъртс         | 25                | 42                 |

## Сюжет
Експериментите за създаване на биологични оръжия на биоинженерната фармацевтична корпорация „Ъмбрела“ дават начало на зомби апокалипсиса.